# Pedicularis obscura
Pedicularis obscura är en snyltrotsväxtart som beskrevs av Bonati. Pedicularis obscura ingår i släktet spiror, och familjen snyltrotsväxter. Inga underarter finns listade i Catalogue of Life.